# Pteroeides sagamiense
Pteroeides sagamiense is een Pennatulaceasoort uit de familie van de Pennatulidae. De wetenschappelijke naam van de soort is voor het eerst geldig gepubliceerd in 1902 door Moroff.